# شاخ‌قوچی

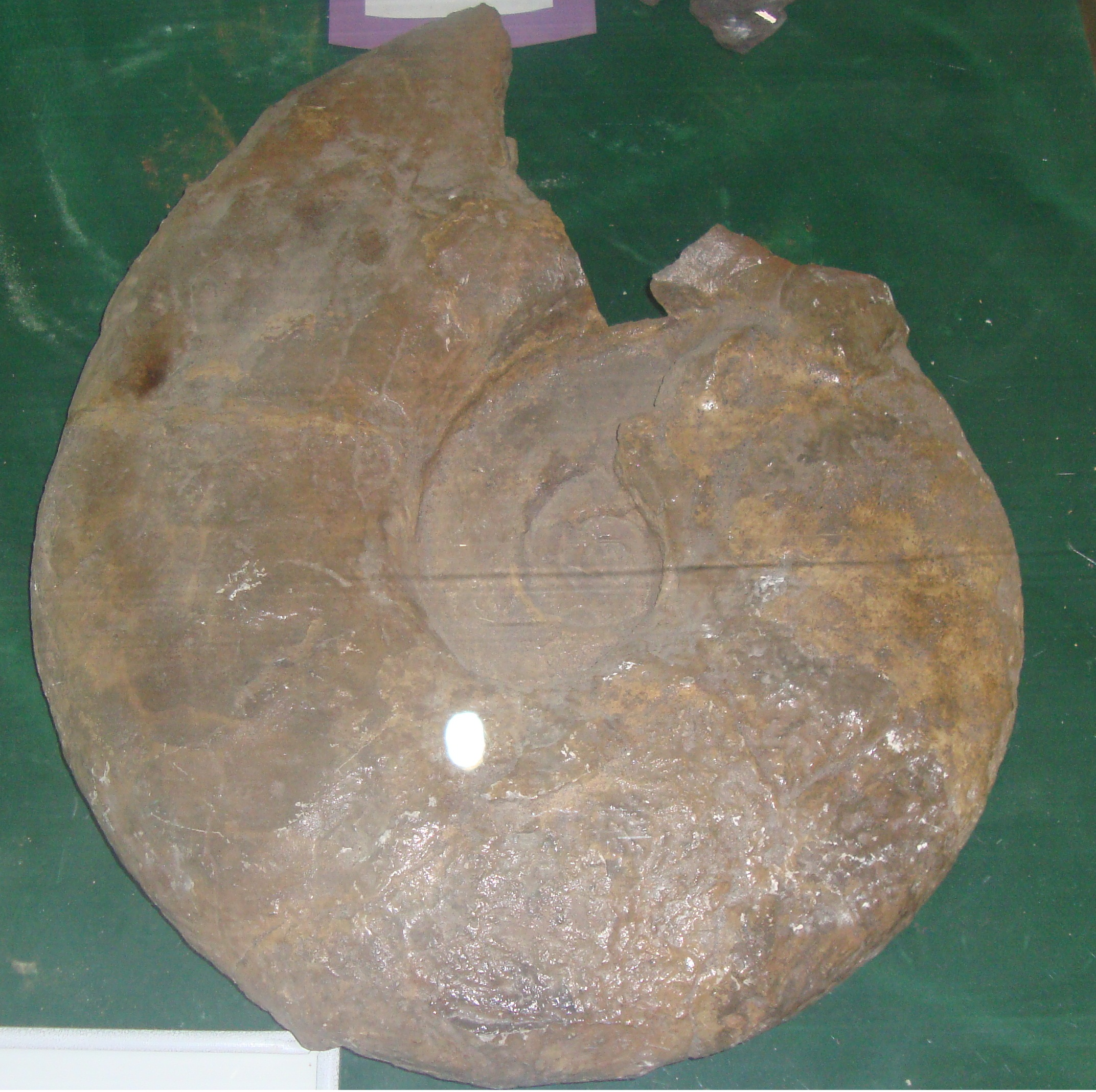
بزرگ‌ترین شاخ‌قوچی کشف شده در ایران

Lānepiĉ یا آمونیت‌ها (به انگلیسی: Ammonites) گروهی منقرض شده از جانوران دریایی را تشکیل می‌دهند که از شاخهٔ نرم‌تنان و رده سرپایان هستند. قطر آمونیت‌ها، از ۱ اینچ تا حدود ۳ متر در تغییر است.ظهور آمونیت‌ها در اواخر دوره سیلورین و اوایل دونین (۴۲۵ میلیون سال پیش) بوده است. این جانوران در اواخر کرتاسه و همزمان با دایناسورها در حدود ۶۵٫۵ میلیون سال پیش منقرض شده‌اند. تعداد بسیار زیادی از فسیل‌های آمونیت، یافت شده‌اند و به عنوان فسیل شاخص به کار می‌روند. فسیل‌های شاخص، معمولاً فسیل‌هایی هستند که محدود به دوره زمانی خاصی هستند و به تعیین سن فسیل‌های دیگر کمک می‌کنند.

## تقسیم‌بندی شاخ‌قوچی‌ها
Lānepiĉها را بر اساس خط درز، تزئینات و دیگر ویژگی‌هایشان به سه رده تقسیم می‌کنند:
1. شاخ‌سنگی Ceratitic (کربونیفر تا تریاسه)
2. زاویه‌دار Goniatitic (دونین تا پرمین)
3. شیپوری Ammonitic (پرمین تا کرتاسه)